# Prophylaxie (échecs)
Aux échecs, la prophylaxie (en grec προφυλαξις, « prophylaxie », garder ou prévenir au préalable) ou un coup prophylactique est un coup qui empêche l'adversaire d'agir dans une certaine zone. Les coups prophylactiques visent non seulement à améliorer sa position, mais à empêcher l'adversaire d'améliorer la sienne. L'idée prophylactique la plus commune est probablement l'avancée du pion de la tour pour écarter la possibilité d'un mat du couloir, ou pour empêcher les clouages.
Dans un sens plus stratégique, la prophylaxie conduit à un jeu très positionnel, souvent frustrant pour les joueurs ayant une forte orientation tactique. Les joueurs qui jouent dans le style prophylactique empêchent l'élaboration de plans tactiques. L'un des plus grands avantages de cette approche est qu'elle réduit le risque au minimum tout en faisant perdre patience à un adversaire trop agressif et le pousse à commettre une erreur. L'inconvénient est qu'elle échoue fréquemment contre un adversaire qui se contente d'une nulle.
Tout mouvement qui empêche une menace adverse peut être qualifié de prophylactique, même si ce mot ne serait pas utilisé pour décrire le style du joueur. Par exemple, Mikhail Tal et Garry Kasparov ont fréquemment joué le coup h3 dans l'ouverture Ruy Lopez - un coup prophylactique destiné à empêcher les noirs de jouer Fg4 et créant un clouage gênant sur le cavalier en f3 - pourtant aucun de ces deux joueurs ne serait jamais décrit comme jouant dans le style prophylactique. Tous les grands maîtres utilisent la prophylaxie d'une manière ou d'une autre.
Quelque joueurs réputés pour leur jeu prophylactique :
- Aron Nimzowitsch
- Tigran Petrosian
- Anatoly Karpov